# César Porras Ruiz
César Porras (Santander, 11 de maig de 1977) és un exfutbolista càntabre, que ocupa la posició de migcampista.

## Carrera esportiva
Es va formar al planter del Racing de Santander, tot debutant en el primer equip en la campanya 97/98, però no va tenir continuïtat en el conjunt muntanyés. Posteriorment, va militar a les files del Real Avilés.